# Chicos
Chicos va ser una revista infantil de còmic, de periodicitat setmanal, editada des del 23 de febrer de 1938 a Sant Sebastià, fins al 30 d'abril de 1950. La revista s'editava amb el segell editorial d'Ediciones Chicos.

## Historia de la publicació
La revista es va començar a publicar a Sant Sebastià, sense peu editorial, editada per l'industrial tèxtil de Sabadell, Joan Baygual i Bas, de tarannà molt conservador, que s'estava a Sant Sebastià, després de fugir de Catalunya, a través dels Pirineus amb l'ajuda d'una cadena de refugiats, creada per mossèn Rosell (l'ànima de la revista Pelayos). També estava vinculat al diari carlista El Correo Catalán, i contribuïa al finançament de Pelayos, editada per la Junta Nacional Carlista. Consuelo Gil Roësset, una dona culta i amb una gran experiència en literatura infantil va prendre l'iniciativa de crear la revista. Doña Consuelo, com l'anomenaven els treballadors de les seves revistes, estiuejava a Sant Sebastià, al moment del cop d'estat de Franco i posterior Guerra Civil Espanyola, això la va obligar a treballar com a redactora a les revistes que es publicaven en aquesta ciutat. La seva incansable activitat va cridar l'atenció de Joan Baygual, aquest li va oferir de finançar la revista que ella volia fer, a canvi que la futura revista infantil, fos fidel a la ideologia de Marcelino Menéndez Pelayo. Aquesta condició molt aviat va canviar la futura editora de Chicos, per una ferma obediència als dogmes del catolicisme. És així com després de rebre l'autorització de les autoritats de Burgos Consuelo Gil Roëset comença a publicar la revista que s'imprimia a l'empresa Nerecán, amb edició bicolor i amb una mida semblant a la de Flechas y Pelayos.
Els començaments no varen ser fàcils, els privilegis oficials s'evidenciaven amb els "cupos" de paper que es destinaven a les seves publicacions, així com la distribució prioritària, el que portava a una flagrant competència deslleial. Els organismes oficials tenien la imposició de Flechas y Pelayos, la qual arribava als ajuntaments i pedànies de franc. El preu de Flechas y Pelayos era de 25 cts. molt superior als 15 cts. que valia Chicos, la venda de la qual era molt superior als quioscs pel seu contingut i qualitat. Malgrat això la tirada de Flechas y Pelayos era molt superior, això es devia al fet que era un element
de propaganda que pràcticament es regalava.
El novembre de 1938, s'intenta eliminar la revista Chicos, la Delegación Nacional de Prensa y Propaganda de FET y de las Jons, li confisca al seu propietari Joan Baygual, i passa a ser prensa del Movimiento Nacional. Aquesta situació es prolonga fins a l'any 1942, en què passa a regir-la la seva directora. No sense que abans Consuelo Gil, acceptes amb la condició que es restituís a Baygual, la seva inversió inicial de 500 pessetes. Una vegada aconseguit, Consuelo Gil, es va convertir en la propietària i única responsable de Chicos, el nom de l'editorial va ser a partir de llavors, Ediciones "Chicos".

## Dades de Publicació
Als inicis la revista s'editava amb format quadern, enquadernat amb grapa amb unes mides de 26,5 x 18,5 cm, a partir del número 161, 24 x 22 cm, i del número 206 endavant, 29 X 21 cm. A l'inici de la publicació era amb blanc i negra i més endavant amb algunes pàgines amb color, incloses les portades. Pel que fa al nombre de pàgines també va variar al llarg de la publicació de la revista i va passar de tenir 52 pàgines, a 44 i a l'última etapa 36 pàgines. Fins a l'any 1942, la revista porta el subtítol de "El Año Triunfal", a partir d'aquest any desapareix.
Fitxa de la Publicació.
| Nom                    | Format  | Enquadernació | Mides       | Números | Pagines      | Notes           |
| ---------------------- | ------- | ------------- | ----------- | ------- | ------------ | --------------- |
| Chicos                 | Quadern | Grapa         | varis       | 557     | 52 / 44 / 36 | Numero ordinari |
| Chicos, ALMANAQUE 1941 | Quadern | Grapa         | 34 X 22 cm. | 1       | sense dades  | PVP 1,50 pts    |
| Chicos, ALMANAQUE 1942 | Quadern | Grapa         | 24 X 21 cm. | 1       | sense dades  | PVP 1,50 pts    |
| Chicos, ALMANAQUE 1943 | Quadern | Grapa         | 24 X 21 cm. | 1       | sense dades  | PVP 3 pts       |
| Chicos, ALMANAQUE 1944 | Quadern | Grapa         | 24 X 21 cm. | 1       | sense dades  | PVP 3 pts       |
| Chicos, ALMANAQUE 1945 | Quadern | Grapa         | 24 X 21 cm. | 1       | sense dades  | PVP 4 pts       |
| Chicos, ALMANAQUE 1946 | Quadern | Grapa         | 24 X 21 cm. | 1       | sense dades  | PVP 4 pts       |
| Chicos, ALMANAQUE 1947 | Quadern | Grapa         | 24 X 21 cm. | 1       | sense dades  | PVP 5 pts       |
| Chicos, ALMANAQUE 1948 | Quadern | Grapa         | 24 X 21 cm. | 1       | sense dades  | PVP 6 pts       |
| Chicos, ALMANAQUE 1949 | Quadern | Grapa         | 24 X 21 cm. | 1       | sense dades  | PVP 6 pts       |
| Chicos, ALMANAQUE 1950 | Quadern | Grapa         | 24 X 21 cm. | 1       | sense dades  | PVP 6 pts       |